# Campeonato Europeo de Atletismo Sub-23 de 2001
El III Campeonato Europeo de Atletismo Sub-23 se celebró en la ciudad de Ámsterdam (Países Bajos) del 12 al 15 de julio de 2001. La sede del evento fue el Estadio Olímpico de Ámsterdam.

## Resultados

### Masculino
| Evento                          | Oro                                                                   | Oro      | Plata                                                                       | Plata    | Bronce                                                                         | Bronce   |
| ------------------------------- | --------------------------------------------------------------------- | -------- | --------------------------------------------------------------------------- | -------- | ------------------------------------------------------------------------------ | -------- |
| 100 m (viento: +2,2 m/s)        | John Barbour Reino Unido                                              | 10.26    | Fabrice Calligny Francia                                                    | 10.40    | Matic Osovnikar Eslovenia                                                      | 10.47    |
| 200 m (viento: +0,1 m/s)        | Marcin Jędrusiński · Polonia                                          | 20.94    | Łukasz Chyła · Polonia                                                      | 20.99    | Mark Howard Irlanda                                                            | 21.00    |
| 400 m                           | Yuriy Borzakovskiy · Rusia                                            | 46.06    | Marc Alexander Scheer · Alemania                                            | 46.43    | Rafał Wieruszewski · Polonia                                                   | 46.57    |
| 800 m                           | Antonio Manuel Reina · España                                         | 1:47.74  | Joeri Jansen · Bélgica                                                      | 1:47.80  | Nicolas Aïssat Francia                                                         | 1:47.81  |
| 1.500 m                         | Wolfram Müller · Alemania                                             | 3:38.94  | Ivan Heshko · Ucrania                                                       | 3:39.37  | Sergio Gallardo · España                                                       | 3:39.50  |
| 5.000 m                         | Yousef El Nasri · España                                              | 14:02.97 | Dmytro Baranovskyy · Ucrania                                                | 14:03.67 | Balázs Csillag · Hungría                                                       | 14:04.84 |
| 10.000 m                        | Dmytro Baranovskyy · Ucrania                                          | 29:13.36 | Koen Raymaekers · Países Bajos                                              | 29:15.24 | Mattia Maccagnan · Italia                                                      | 29:15.32 |
| 110 m vallas (viento: +0,4 m/s) | Artur Budziłło · Polonia                                              | 13.76    | Felipe Vivancos · España                                                    | 13.79    | Christopher Baillie Reino Unido                                                | 13.85    |
| 400 m vallas                    | Matthew Elias Reino Unido                                             | 49.57    | Periklis Iakovakis · Grecia                                                 | 49.63    | Mikael Jakobsson · Suecia                                                      | 50.86    |
| 3.000 m obstáculos              | Pavel Potapovich · Rusia                                              | 8:35.85  | Vadim Slobodenyuk · Ucrania                                                 | 8:37.09  | Henrik Skoog · Suecia                                                          | 8:38.27  |
| 20 km marcha                    | Juan Manuel Molina · España                                           | 1:23:03  | Stepan Yudin · Rusia                                                        | 1:23:10  | David Domínguez · España                                                       | 1:23:16  |
| 4 x 100 metros                  | Reino Unido Jonathan O'Parka Jonathan Barbour Darren Chin Ben Lewis   | 39.45    | Eslovenia Matic Šušteršic Matic Osovnikar Boštjan Fridrih Rok Orel          | 39.95    | Francia Yannick Urbino Fabrice Calligny Damien Degroote Leslie Djhone          | 40.02    |
| 4 x 400 metros                  | Reino Unido David Naismith Adam Potter Richard McDonald Matthew Elias | 3:05.24  | Alemania · Simon Kirch · Stefan Holz · Ruwen Faller · Marc Alexander Scheer | 3:05.39  | Rusia · Oleg Mishukov · Maksim Babarykin · Dmitriy Bogdanov · Yevgeniy Lebedev | 3:06.41  |
| Salto de altura                 | Rožle Prezelj Eslovenia                                               | 2.21     | Aleksandr Veryutin · Bielorrusia                                            | 2.18     | Fabrice Saint Jean Francia                                                     | 2.18     |
| Salto con pértiga               | Lars Börgeling · Alemania                                             | 5.60     | Mikko Latvala · Finlandia                                                   | 5.50     | Giuseppe Gibilisco · Italia                                                    | 5.50     |
| Salto de longitud               | Yann Domenech Francia                                                 | 8.00     | Volodymyr Zyuskov · Ucrania                                                 | 7.90     | Schahriar Bigdeli · Alemania                                                   | 7.81     |
| Triple salto                    | Christian Olsson · Suecia                                             | 17.24    | Igor Spasovkhodskiy · Rusia                                                 | 17.08    | Ionuț Pungă · Rumania                                                          | 16.81    |
| Peso                            | Mikuláš Konopka · Eslovaquia                                          | 19.79    | Yury Bialou · Bielorrusia                                                   | 19.38    | Leszek Śliwa · Polonia                                                         | 19.08    |
| Disco                           | Zoltán Kővágó · Hungría                                               | 63.85    | Heinrich Seitz · Alemania                                                   | 59.50    | Gábor Máté · Hungría                                                           | 59.45    |
| Martillo                        | Nicolas Figère Francia                                                | 80.88    | Olli-Pekka Karjalainen · Finlandia                                          | 80.54    | Miloslav Konopka · Eslovaquia                                                  | 76.28    |
| Jabalina                        | Björn Lange · Alemania                                                | 80.85    | Alexandr Baranovskiy · Rusia                                                | 76.74    | Janis Liepa Letonia                                                            | 74.26    |
| Decatlón                        | André Niklaus · Alemania                                              | 8042     | Jaakko Ojaniemi · Finlandia                                                 | 7907     | William Frullani · Italia                                                      | 7871     |

### Femenino
| Evento                          | Oro                                                                    | Oro      | Plata                                                                                        | Plata    | Bronce                                                                                     | Bronce   |
| ------------------------------- | ---------------------------------------------------------------------- | -------- | -------------------------------------------------------------------------------------------- | -------- | ------------------------------------------------------------------------------------------ | -------- |
| 100 m (viento: -1,2 m/s)        | Sina Schielke · Alemania                                               | 11.52    | Abiodun Oyepitan Reino Unido                                                                 | 11.58    | Johanna Manninen · Finlandia                                                               | 11.61    |
| 200 m (viento: -0,3 m/s)        | Johanna Manninen · Finlandia                                           | 23.30    | Sina Schielke · Alemania                                                                     | 23.45    | Ciara Sheehy Irlanda                                                                       | 23.54    |
| 400 m                           | Antonina Yefremova · Ucrania                                           | 52.29    | Helen Karagounis Reino Unido                                                                 | 52.75    | Aneta Lemiesz · Polonia                                                                    | 53.25    |
| 800 m                           | Anna Zagórska · Polonia                                                | 2:07.27  | Irina Somesan · Rumania                                                                      | 2:07.27  | Tatyana Rodionova · Rusia                                                                  | 2:07.60  |
| 1.500 m                         | Alesia Turava · Bielorrusia                                            | 4:09.71  | Natalia Rodríguez · España                                                                   | 4:11.20  | Kelly Caffel Reino Unido                                                                   | 4:12.30  |
| 5.000 m                         | Katalin Szentgyörgyi · Hungría                                         | 15:40.55 | Anastasiya Zubova · Rusia                                                                    | 15:40.78 | Tatyana Aryasova · Rusia                                                                   | 15:51.88 |
| 10.000 m                        | Olga Romanova · Rusia                                                  | 33:36.03 | Sonja Stolić Yugoslavia                                                                      | 33:37.02 | Sabrina Mockenhaupt · Alemania                                                             | 33:38.38 |
| 100 m vallas (viento: +1,2 m/s) | Susanna Kallur · Suecia                                                | 12.96    | Jenny Kallur · Suecia                                                                        | 13.19    | Tessy Prediger · Alemania                                                                  | 13.31    |
| 400 m vallas                    | Sylvanie Morandais Francia                                             | 56.30    | Aleksandra Pielużek · Polonia                                                                | 56.51    | Irēna Žauna Letonia                                                                        | 57.03    |
| 3.000 m obstáculos              | Melanie Schulz · Alemania                                              | 10:03.34 | Lívia Tóth · Hungría                                                                         | 10:04.99 | Sigrid Vanden Bempt · Bélgica                                                              | 10:08.46 |
| 20 km marcha                    | Elisa Rigaudo · Italia                                                 | 1:29:54  | Ryta Turava · Bielorrusia                                                                    | 1:30:15  | Larisa Yemelyanova · Rusia                                                                 | 1:32:06  |
| 4 x 100 metros                  | Reino Unido Susan Burnside Helen Roscoe Sabrina Scott Abiodun Oyepitan | 44.31    | Bielorrusia · Yuliya Bartsevich · Aksana Drahun · Alena Neumiarzhitskaya · Yevgeniya Likhuta | 44.64    | Finlandia · Elina Lax · Heidi Hannula · Johanna Manninen · Katja Salivaara                 | 44.76    |
| 4 x 400 metros                  | Reino Unido Karen Gear Jenny Meadows Tracey Duncan Helen Thieme        | 3:31.74  | Polonia · Aleksandra Pielużek · Aneta Lemiesz · Monika Bejnar · Justyna Karolkiewicz         | 3:32.38  | Ucrania · Natalya Zhuravlyova · Natalya Sidorenko · Yuliya Gurtovenko · Antonina Yefremova | 3:34.16  |
| Salto de altura                 | Ruth Beitia · España                                                   | 1.87     | Marina Kuptsova · Rusia · Candeger Kilincer · Turquía                                        | 1.87     |                                                                                            |          |
| Salto con pértiga               | Monika Pyrek · Polonia                                                 | 4.40     | Annika Becker · Alemania                                                                     | 4.40 =   | Carolin Hingst · Alemania                                                                  | 4.30     |
| Salto de longitud               | Jade Johnson Reino Unido                                               | 6.52     | Concha Montaner · España                                                                     | 6.46     | Aurélie Felix Francia                                                                      | 6.41     |
| Triple salto                    | Irina Vasilieva · Rusia                                                | 13.80    | Marija Martinović Yugoslavia                                                                 | 13.72    | Amy Zongo Francia                                                                          | 13.68    |
| Peso                            | Nadzeya Ostapchuk · Bielorrusia                                        | 19.73    | Lucica Ciobanu · Rumania                                                                     | 17.59    | Kathleen Kluge · Alemania                                                                  | 17.06    |
| Disco                           | Mélina Robert-Michon Francia                                           | 58.52    | Ileana Sorescu · Rumania                                                                     | 58.25    | Olga Goncharenko · Bielorrusia                                                             | 57.71    |
| Martillo                        | Manuela Montebrun Francia                                              | 66.73    | Sini Pöyry · Finlandia                                                                       | 64.71    | Cecilia Nilsson · Suecia                                                                   | 64.06    |
| Jabalina                        | Nikolett Szabó · Hungría                                               | 60.69    | Mercedes Chilla · España                                                                     | 57.78    | Moonika Aava Estonia                                                                       | 56.12    |
| Heptatlón                       | Līga Kļaviņa Letonia                                                   | 6279     | Svetlana Sokolova · Rusia                                                                    | 6179     | Austra Skujytė · Lituania                                                                  | 6087     |

## Medallero
| Núm. | País         | Oro | Plata | Bronce | Total |
| ---- | ------------ | --- | ----- | ------ | ----- |
| 1    | Reino Unido  | 7   | 2     | 2      | 11    |
| 2    | Alemania     | 6   | 5     | 5      | 16    |
| 3    | Francia      | 5   | 1     | 5      | 11    |
| 4    | Rusia        | 4   | 6     | 4      | 14    |
| 5    | España       | 4   | 4     | 2      | 10    |
| 6    | Polonia      | 4   | 3     | 3      | 10    |
| 7    | Hungría      | 3   | 1     | 2      | 6     |
| 8    | Bielorrusia  | 2   | 4     | 1      | 7     |
| 8    | Ucrania      | 2   | 4     | 1      | 7     |
| 10   | Suecia       | 2   | 1     | 3      | 6     |
| 11   | Finlandia    | 1   | 4     | 2      | 7     |
| 12   | Eslovenia    | 1   | 1     | 1      | 3     |
| 13   | Italia       | 1   | 0     | 3      | 4     |
| 14   | Letonia      | 1   | 0     | 2      | 3     |
| 15   | Eslovaquia   | 1   | 0     | 1      | 2     |
| 16   | Rumania      | 0   | 3     | 1      | 4     |
| 17   | Yugoslavia   | 0   | 2     | 0      | 2     |
| 18   | Bélgica      | 0   | 1     | 1      | 2     |
| 19   | Grecia       | 0   | 1     | 0      | 1     |
| 19   | Países Bajos | 0   | 1     | 0      | 1     |
| 19   | Turquía      | 0   | 1     | 0      | 1     |
| 22   | Irlanda      | 0   | 0     | 2      | 2     |
| 23   | Estonia      | 0   | 0     | 1      | 1     |
| 23   | Lituania     | 0   | 0     | 1      | 1     |

## Récords

### Récords del campeonato
| Atleta               | Nación      | Prueba                            | Marca    | Ronda  | Fecha          |
| -------------------- | ----------- | --------------------------------- | -------- | ------ | -------------- |
| Nikolett Szabó       | Hungría     | Lanzamiento de jabalina femenino  | 60.69    | Final  | 12 de julio    |
| Christian Olsson     | Suecia      | Triple salto                      | 17.24    | Final  | 13 de julio    |
| Wolfram Müller       | Alemania    | 1500 metros masculino             | 3:38.94  | Final  | 14 de julio    |
| Zoltán Kővágó        | Hungría     | Lanzamiento de disco masculino    | 63.85    | Final  | 14 de julio    |
| Susanna Kallur       | Suecia      | 100 metros vallas femenino        | 12.95    | Series | 14 de julio    |
| Monika Pyrek         | Polonia     | Salto con pértiga femenino        | 4.40     | Final  | 14 de julio    |
| Annika Becker        | Alemania    | Salto con pértiga femenino        | 4.40     | Final  | 14 de julio    |
| Līga Kļaviņa         | Letonia     | Heptatlón                         | 6279     | Final  | 14-15 de julio |
| Mikuláš Konopka      | Eslovaquia  | Lanzamiento de peso masculino     | 19.79 m  | Final  | 15 de julio    |
| Nicolas Figère       | Francia     | Lanzamiento de martillo masculino | 80.88    | Final  | 15 de julio    |
| Elisa Rigaudo        | Italia      | 20 km marcha femenino             | 32:37.59 | Final  | 15 de julio    |
| Nadzeya Ostapchuk    | Bielorrusia | Lanzamiento de peso femenino      | 19.73    | Final  | 15 de julio    |
| Mélina Robert-Michon | Francia     | Lanzamiento de disco femenino     | 58.52    | Final  | 15 de julio    |